# Sollbach (Bruck in der Oberpfalz)
Sollbach ist ein Gemeindeteil der Gemeinde Bruck in der Oberpfalz im Landkreis Schwandorf in Bayern.
In der Nähe des Dorfes fließen der Kalten-, Soll- und Trollbach. In der Umgebung liegen 35 Fischweiher. Mitten im Dorf steht an einem Weiher und dem Sollbach die neue Dorfkapelle.
Im Wettbewerb Unser Dorf hat Zukunft errang Sollbach 2007 auf Landesebene den dritten Platz. In dem kleinen Ort gibt es zwei Kinderspielplätze.

## Geschichte
Historisch gehörte Sollbach zur Propstei auf dem Langfeld.
Die ehemalige Gemeinde wurde mit ihren Gemeindeteilen Kobl, Wackenried, Ried, Gipfelberg und Sulzmühl am 1. Juli 1971 nach Bruck in der Oberpfalz eingemeindet. Sollbach hatte ursprünglich eine Flächenausdehnung von 5,24 km², und wurde in den 1960er Jahren durch Eingliederung des aufgelösten gemeindefreien Gebiets Sollbacher Forst nach Süden hin erweitert.